# Jean Henry Marlet
Pour les articles homonymes, voir Marlet.
Jean Henry Marlet, né à Autun le 18 novembre 1771 et mort en 1847, est un peintre et graveur français.

## Biographie
Élève de l'Académie de Dijon. 
Il passe la Révolution à Nancy, où il est très actif, il sollicite régulièrement les différentes administrations pour leur proposer ses bustes ou statues, il finit par être chargé de l'organisation de nombreuses fêtes révolutionnaires, il se présente alors comme sculpteur et multiplie les projets, dans un prospectus publicitaire imprimé, et comme "l'auteur de la statue de la République française, régénérée sur les débris de la royauté, et destinée pour être sur la place du Peuple", il réalise alors de nombreux bustes (Brutus, Marat, Bara, Le Peletier, Rousseau, Voltaire, Franklin, Scaevola, Chalier) qui sont destinés tout autant à décorer les bâtiments administratifs, qu'à être vendus au public, sur commande. Il est brièvement arrêté en messidor an II (juin 1794) pour avoir sculpté, dans les premières années de la Révolution, un "Bouillé triomphant" (Bouillé a réprimé le peuple nancéien lors de l'Affaire de Nancy du 31 août 1790). De ses œuvres sculpturales de l'époque nancéienne, il ne reste plus aucune trace.
Après la Révolution, Jean Henry Marlet entre dans l'atelier du baron Jean-Baptiste Regnault. Il exécute de grands tableaux de genre et d'histoire. Il est un des premiers dessinateurs à pratiquer la lithographie en France. Ses épreuves sont tirées chez Lasteyrie ou Godefroy Engelmann, puis il imprime lui-même de 1822 à 1832. Sous la Restauration, son crayon devient patriotique et sa verve égale à celle des Nicolas-Toussaint Charlet, Auguste Raffet ou Carle Vernet. On lui doit une série de 72 estampes : les Tableaux de Paris.
Un grand nombre de ses tableaux ont été exposés à Paris au Salon de peinture et de sculpture, entre autres : 
- En 1804 : L'Enlèvement de Briséis, Scène des Champs- Élysée, Orphée jouant de la lyre, Chasse de Diane, Les Sabines sortant de Rome, ces quatre compositions sont dessinées à la plume.
- En 1806 : Pie VII donnant sa bénédiction aux enfants au pavillon de Flore aux Tuileries[6], Les Nymphes de Calypso, guidées par l'Amour, allant mettre le feu au vaisseau d'Ulysse, La Chasse de Télémaque dans l'île de Calypso, Télémaque allant aux enfers, Naufrage de La Fère.
- En 1808 : La Madeleine chez le pharisien pour l'église des Blancs- Manteaux, Un Nègre blessé pansé par des enfants, Visite d'Asker-Kan, ambassadeur de Perse, à M. de Champigny.
- En 1810 : Une Première communion de jeunes filles[7], Un Atelier de jeunes peintres, Asker-Kan recevant des dames dans son salon à la manière persane, Trait de la vie de Fénélon, Sujets de la vie de Télémaque, dessins à la plume, Cortége de Leurs Majestés traversant la Galerie du Musée pour se rendre à la chapelle, Portrait de M. Audry, médecin, donnant des consultations chez lui.
- En 1812 : La Malédiction paternelle, La Réconciliation, plusieurs portraits, Raphaël recevant le pape Léon X dans son atelier lui fait voir le tableau de la Sainte Famille commandé par François Ier[8].
- En 1814 : Charles-Quint ramassant le pinceau du Titien[9], Distribution d'aliments aux pauvres.
- En 1817 : La Mort de l'abbé Chappe à la Californie, Sermon dans l'église du port à Clermont en Auvergne, Arrivée des prisonniers des armées alliées sur la place de Jode à Clermont, Raphaël dans son atelier peignant sa maîtresse, Concert au quinzième siècle, Buste de Louis XVIII porté en triomphe par les habitants de Nevers, Un Lutrin de village.
- En 1819 : Dessins pour Les Croisades de M. Michaud et pour La Henriade de Voltaire, Le Retour de l'exilé, Le Duc d'Angoulême visitant le Mont-de-Piété, La Reddition de Huningue, Les Missionnaires au mont Valérien.

Marlet réalise d'autres tableaux de genre et des portraits de personnalités.
À Paris, il obtient une médaille en 1822 et plusieurs prix.

## Galerie

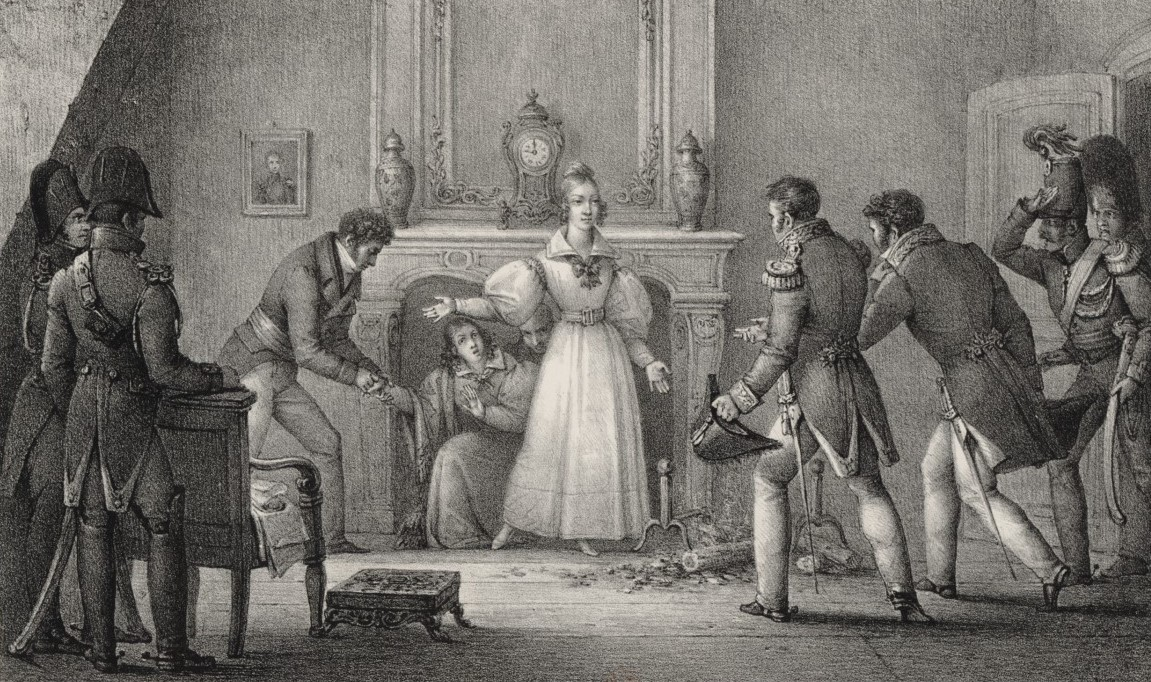
Arrestation de la Duchesse de Berry à Nantes le 7 novembre 1832, lithographie, BnF.
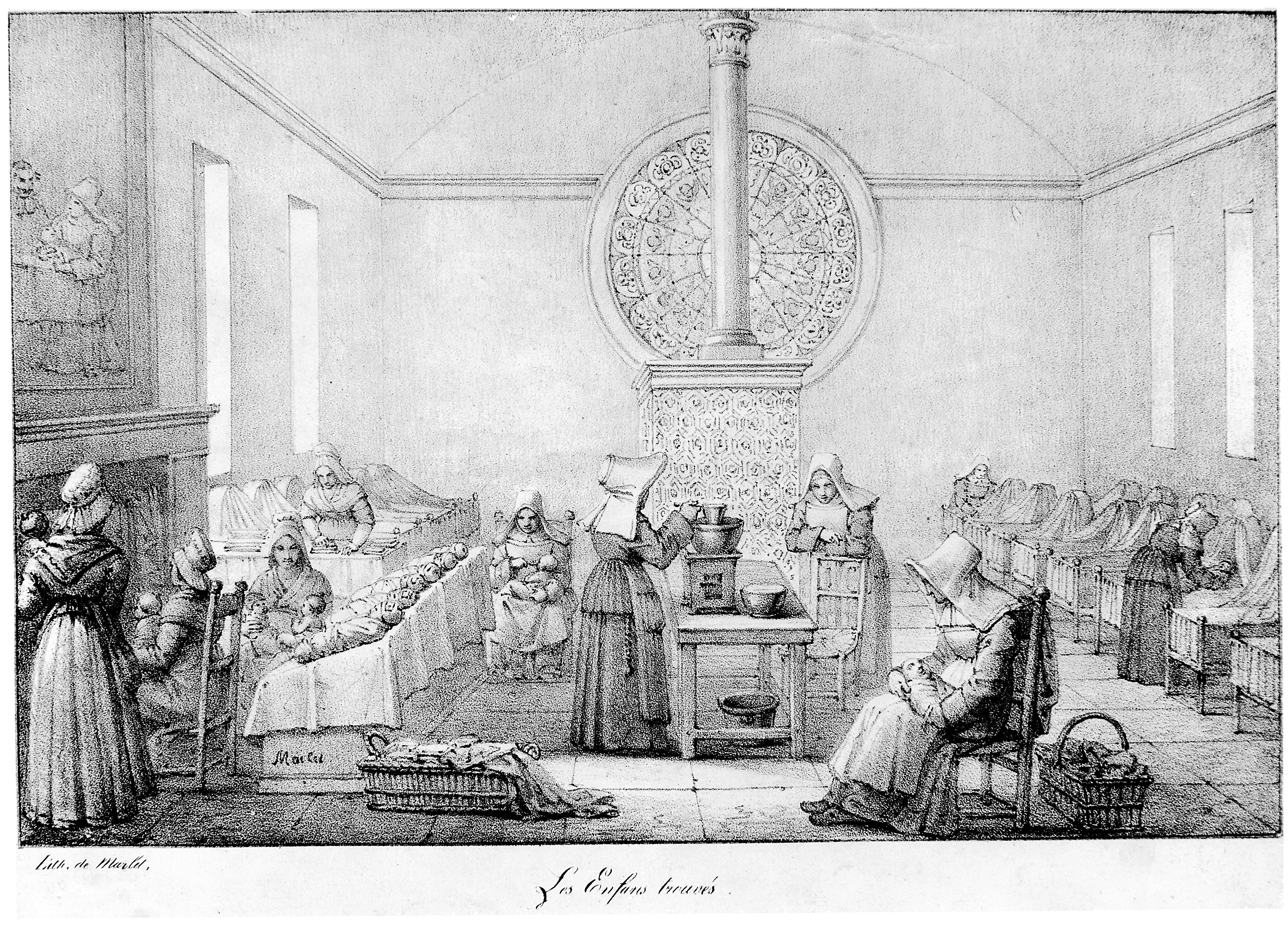
Les Sœurs de Saint-Vincent-de-Paul s'occupant des Enfants-Trouvés de Paris.
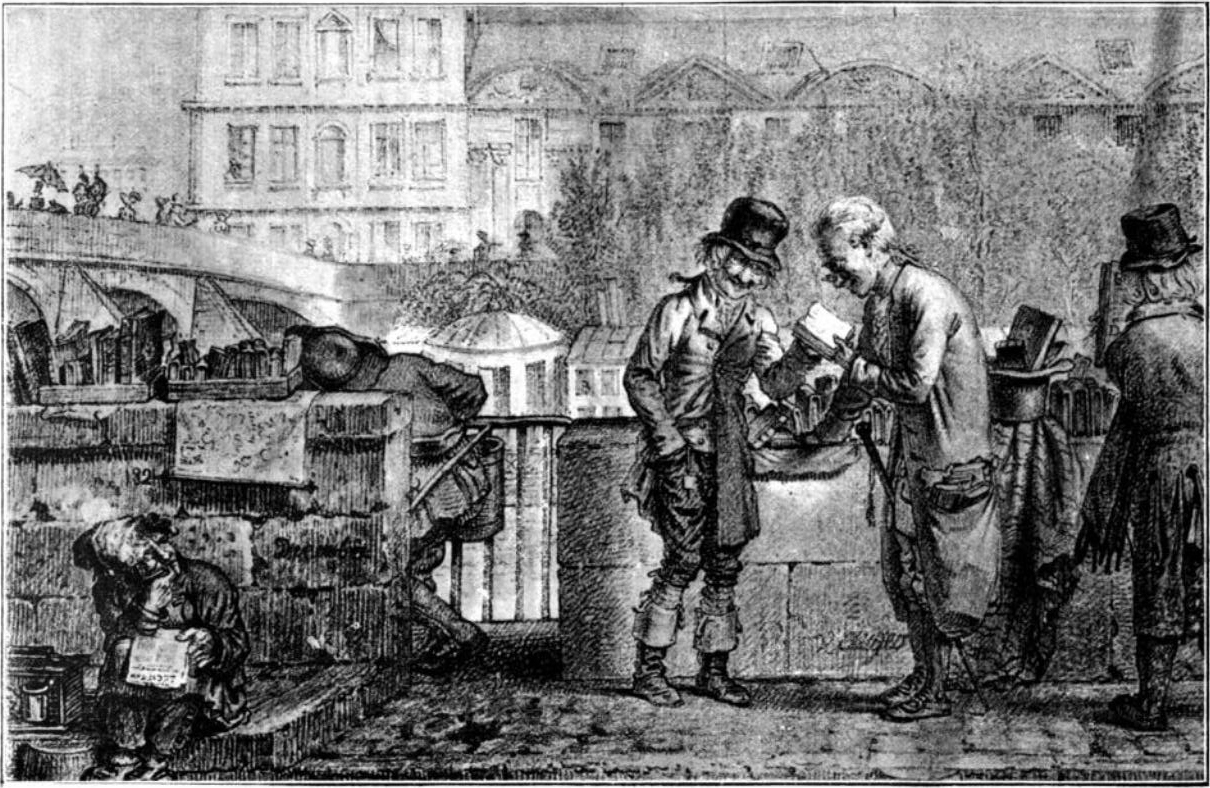
Bouquiniste du quai Voltaire (1821), d'après Adrien Victor Auger.
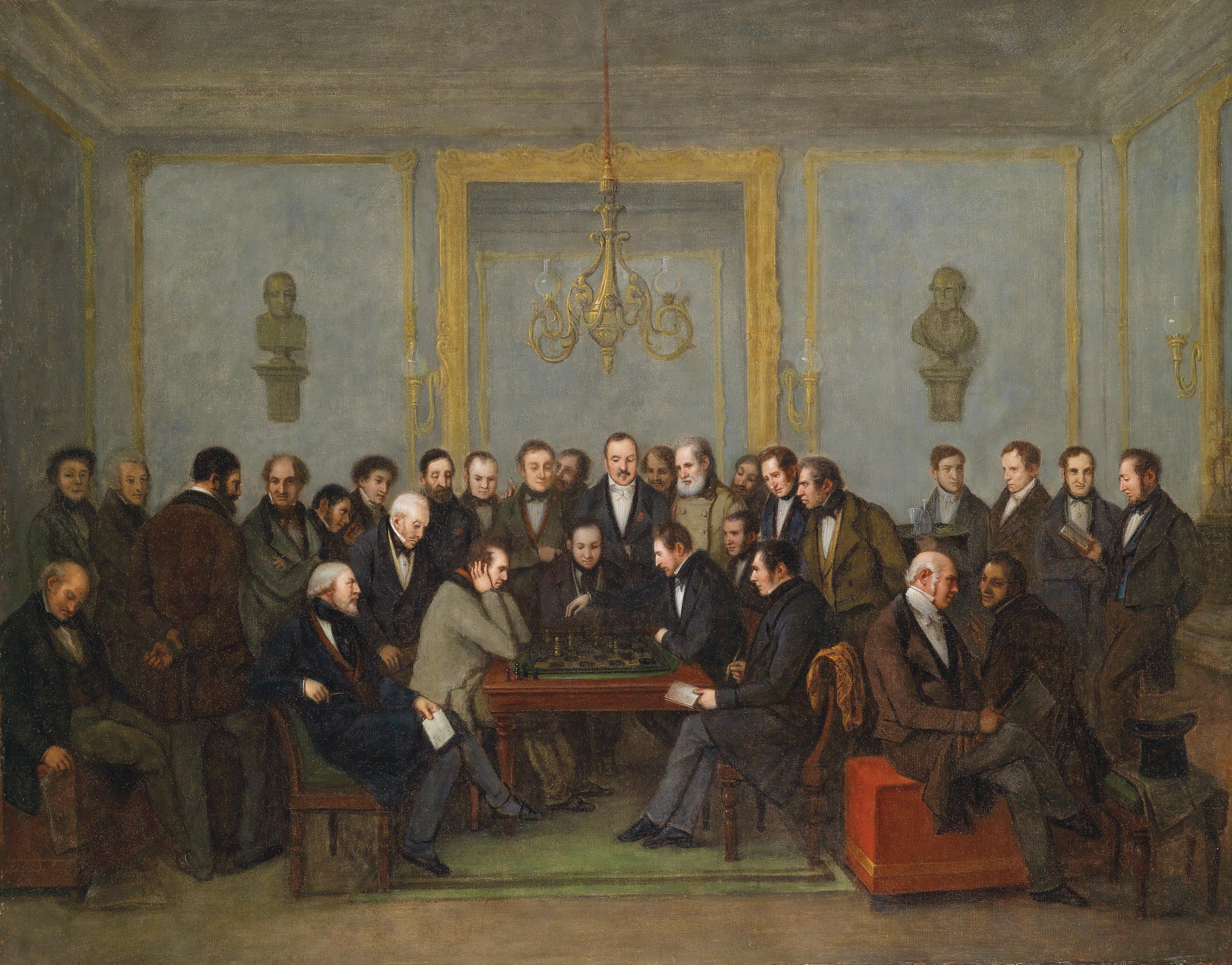
Une partie d'échecs entre Howard Staunton et Pierre Saint-Amant, le 16 décembre 1843 (Salon de 1846).
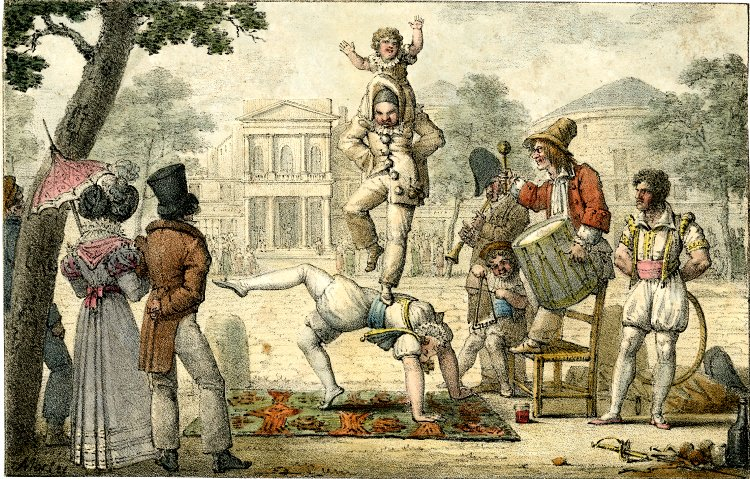
Les sauteurs en face les Variétés (v. 1820), musée national de l'Éducation.

## Iconographie
Un portrait représentant Jean Henry Marlet, peint par Julie Philipault, est conservé au musée Cantini à Marseille. Il s'agit probablement du tableau présenté par l'artiste sous le titre Portrait de M. M***, peintre, au Salon de 1819 (numéro 896 du livret de l'exposition).